# Nicotinamidribosid
Nicotinamidribosid (NR) ist eine chemische Verbindung aus der Gruppe Pyridin-Nukleoside, die vermutlich ein Vorläufer von Vitamin B3 (Nicotinamidadenindinukleotid oder NAD+) ist.

## Eigenschaften
Nicotinamidribosid (NR) wurde erstmals 1944 als Wachstumsfaktor (Factor V) von Haemophilus influenzae beschrieben. Aus dem Blut aufgereinigter Factor V wurde als bestehend aus drei Stoffen beschrieben: NAD+, NMN und NR. NR beschleunigte das Wachstum von H. influenzae am stärksten. H. influenza wächst dagegen nicht in Nährmedien mit Nicotinsäure, Nicotinamid, Tryptophan oder Asparaginsäure, die zuvor als Vorläufersubstanzen von NAD+ beschrieben waren.
Im Jahr 2000 wurde für Sir2 aus Hefen gezeigt, dass Sir2 eine NAD+-abhängige Protein-Lysin-Deacetylase ist. Die Biosynthese von NAD+ in Hefen lief vermutlich ausschließlich über NAMN (Nicotinsäuremononukleotid). Wenn die Glutamin-hydrolysierende NAD+-Synthase in Hefen deletiert wird, können Hefen in Anwesenheit von NR dennoch wachsen. Daraufhin wurde die Umwandlung von NR in NMN durch Nicotinamidribosidkinasen in vitro und in vivo gezeigt.